# Ephesia invasa
Ephesia invasa là một loài bướm đêm trong họ Erebidae.